# NNE
NNE A/S, tidligere NNE Pharmaplan A/S, er en dansk rådgivende ingeniørvirksomhed, inden for den farmaceutiske industri og bioteknologi. Det er ejet af Novo Nordisk A/S, og dette og andre selskaber under Novo Holdings står for størstedelen af omsætningen. I 2018 havde selskabet omkring 1000 ansatte og en omsætning på over 1,4 mia. DKK.

## Historie
Selskabet blev etableret i 1991, hvor det blev skilt ud af Novo Nordisk efter at have fungeret som et internt konsulentfirma i mange år. På dette tidspunkt havde man ca 130 medarbejdere
I 2003 havde selskabet omkring 1.200 ansatte.
I 2007 købte firmaet Pharmaplan, og ændrede navn til det nuværende 'NNE Pharmaplan.
I 2017 ændrede man navnet tilbage til NNE. I 2018 kom omkring 74 % af selskabets omsætning fra firmaer i Novo Nordisk-gruppen, mens resten, 26 %, kom fra andre kunder.